# Sonic the Hedgehog Chaos
Sonic the Hedgehog Chaos, auch nur Sonic Chaos, in Japan als Sonic & Tails (japanisch ソニック&テイルス, Hepburn: Sonikku ando Teirusu) bekannt, ist ein 2D-Jump-’n’-Run-Videospiel, das von Aspect Co. Ltd entwickelt und von Sega für das Sega Master System nur in Europa am 25. Oktober 1993 veröffentlicht wurde. Für den Sega Game Gear erschien das Spiel in Japan am 19. November 1993 sowie in den USA und Europa am 23. November 1993, wobei diese Version aufgrund des kleinen Displays einen deutlich kleineren Spielausschnitt hat.
Wie beim Nachfolger kann der Spieler zu Beginn des Spiels zwischen Sonic und Tails wählen, daher der japanische Titel Sonic & Tails.
Es ist der Nachfolger von Sonic the Hedgehog 2 (1992) und der Vorgänger von Sonic the Hedgehog Triple Trouble (1994).

## Handlung
Dr. Robotnik stiehlt einen Chaos Emerald von South Island und verursacht Erdbeben und Aufruhr auf der Insel. Sonic und Tails erfahren von einem Flicky, dass die Chaos Emeralds aus der Nordhöhle der Insel stammen. Anschließend sehen sie Dr. Robotnik mit dem roten Chaos Emerald davonfliegen. Er plant damit, Atomwaffen und Laserkanonen zu bauen. Dies führt zu einem Ungleichgewicht in den Chaos Emeralds und bewirkt, dass die verbleibenden in ein Paralleluniversum verschwinden. Um zu verhindern, dass South Island irgendwann im Ozean zusammenbricht, machen sich Sonic und Tails auf den Weg, die Chaos Emeralds zurückzugewinnen und das Universum wieder ins Gleichgewicht zu bringen, indem sie sie aus der Parallelwelt zurückholen.

## Gameplay
In Sonic the Hedgehog Chaos übernimmt der Spieler die Kontrolle über den blauen Igel Sonic oder erstmals auf den 8-Bit-Systemen Tails in einem sidescrollenden 2D-Jump-’n’-Run. Neben dem Steuerkreuz zur Bewegung ist nur ein Aktionsknopf zum Springen nötig. In springender oder rollender Form, Spin Attack genannt, können Sonic und Tails Gegner besiegen oder Itemboxen in Form von Monitoren öffnen. Wenn man mit dem Steuerkreuz nach unten Sonic oder Tails ducken lässt und dann die Sprungtaste betätigt und loslässt, kann die Spielfigur mit dem Spin Dash aus dem Stand schnell mit der Spin Attack nach vorne preschen. Wenn man im Stand das Steuerkreuz nach oben hält und die Sprungtaste betätigt, führt Sonic die neue Technik Strike Dash aus oder lässt Tails losfliegen. Bei Berührung können die goldenen Ringe eingesammelt werden; Nimmt die Spielfigur Schaden, verliert sie die Ringe. Nimmt die Spielfigur Schaden, ohne Ringe zu besitzen, fällt in einen tödlichen Abgrund, wird zerquetscht oder ertrinkt, verliert sie ein Extraleben, von denen man zu Spielbeginn drei besitzt. Sammelt man 100 Ringe, erhält man ein weiteres Extraleben. In den Monitoren kann ein Extraleben, zehn Ringe, vorübergehende erhöhte Geschwindigkeit, vorübergehende Unverwundbarkeit oder die neuen Raketenschuhe (nur für Sonic) sein. In diesem Spiel kann auch das Ziel 10 Ringe, ein Extraleben oder ein Continue enthalten. Die meisten Gegner können mit der Spin Attack besiegt werden, was dem Spieler Punkte erbringt und die gefangenen Tiere befreit.
Das Spiel besteht aus sechs Zonen (Turquoise Hill Zone, Gigalopolis Zone, Sleeping Egg Zone, Mecha Green Hill Zone, Aqua Planet Zone und Electric Egg Zone) mit je drei Acts, die als Level definiert werden können. Jede Zone hat dabei ihre eigene Thematik, Aussehen und Gegner-Vielfalt. Am Ende des jeweils dritten Acts wartet zudem ein Kampf gegen einen von Dr. Robotniks Robotern oder Dr. Robotnik selbst. Wenn die Spielfigur mit mindestens 100 Ringen das Ende eines ersten oder zweiten Acts einer Zone erreicht, kann sie in eine der fünf Special Stages gelangen, wo es jeweils einen der sechs im Spiel befindlichen Chaos Emeralds zu finden gibt. Den sechsten Chaos Emerald erhält man für den Sieg über Dr. Robotnik am Ende der letzten Zone. Für das Sammeln aller sechs Chaos Emeralds erhält Sonic zusätzlich das gute Ende, welches Tails in jedem Falle erreicht.

### Level
| Nr. | Zone                  | Acts | Bosskämpfe        | Gegner                 |
| --- | --------------------- | ---- | ----------------- | ---------------------- |
| 1   | Turquoise Hill Zone   | 3    | Lady Bug          | Boing-o-Bot, Beeton    |
| 2   | Gigalopolis Zone      | 3    | Bead Worm         | Metal-o-Turtle, Beeton |
| 3   | Sleeping Egg Zone     | 3    | Bouncy Boss Robot | Veg-o-Bot, Frogger     |
| 4   | Mecha Green Hill Zone | 3    | Tree Crawler      | Boing-o-Bot            |
| 5   | Aqua Planet Zone      | 3    | Sphere-o-Bot      | Mecha Hiyoko           |
| 6   | Electric Egg Zone     | 3    | Laser Walker      | Bomblin                |

## Entwicklung
Nachdem sich die Sega-Master-System- und Sega-Game-Gear-Versionen von Sonic the Hedgehog (8-Bit) (1991) und Sonic the Hedgehog 2 (8-Bit) trotz des gleichen Namens deutlich unterschieden, entschied man sich beim nächsten 8-Bit-Jump-'n'-Run für ein eigenes, erneut zugeschnittenes Spiel. Wie der Vorgänger von Aspect Co. Ldt entwickelt, hatte man den Entwicklern zufolge nun mehr Erfahrung mit der optimalen Nutzung der Hardware und konnte das Spiel daher schneller und rasanter wirken lassen. Außerdem sorgte der geringere Bildschirmausschnitt auf dem Game Gear nicht mehr für eine so starke Benachteiligung oder einen höheren Schwierigkeitsgrad wie beim Vorgänger.

## Neuveröffentlichungen und Nachfolger

### Neuveröffentlichungen
Nach der Erstveröffentlichung von Sonic the Hedgehog Chaos für das Sega Master System und Sega Game Gear war das Spiel auch auf Sonic Adventure DX: Director’s Cut (2003, Nintendo GameCube, PC), Sonic Mega Collection Plus (2004, PlayStation 2, Xbox, PC) und Sonic PC Collection (2009, PC) enthalten. Zudem ist das Spiel für die Virtual Console der Nintendo Wii (2008) erneut erschienen. Am 3. Juni 2020 kündigte Sega den Game Gear Micro für den 6. Oktober 2020 in Japan an, wo auf einer der vier Game-Gear-Micro-Varianten auch Sonic the Hedgehog Chaos enthalten ist. Auch auf der Collection Sonic Origins Plus (2023) war die Game-Gear-Version erneut enthalten.

### Nachfolger
In den Folgejahren erschienen mit Sonic the Hedgehog Triple Trouble (1994) und Sonic Blast (1996) zwei weitere Sonic-8-Bit-Jump-'n'-Runs für den Sega Game Gear, wobei letzterer in Brasilien auch für das Sega Master System veröffentlicht wurde.

## Rezeption
Insgesamt wird Sonic the Hedgehog Chaos als ein unkomplizierteres Spiel, verglichen mit dem direkte Vorgänger, betrachtet, das besser auf den Sega Game Gear zugeschnitten ist. Jedoch ist der Spielumfang und die Spieldauer geringer als in den Vorgängern.

„Smashing! Der dritte Teil von Sonic stellt alle anderen Master System-Spiele locker in den Schatten. Technisch hätte ich den guten alten 8Bit-Systemen so ein Spiel gar nicht zugetraut. Die farbenprächtigsten Grafiken scrollen praktisch ruckelfrei in einer Wahnsinnsgeschwindigkeit über den Screen. Die Animationen von Sonic und Tails sind feiner denn je, und der Spielablauf strotzt nur so vor Abwechslungsreichtum. Lediglich der Sound ist nur sehr gut, ansonsten ist Sonic Chaos eigentlich perfekt. Ob zu Hause oder unterwegs, Sonic Chaos muß man einfach haben.“

„Sonic-Mania hin oder her: Das neue Igel-Festival glänzt weder mit neuen Ideen, noch mit phantasievollen Stage-Bossen. Davon abgesehen, wartet auch der dritte Master-System-Aufguß wieder mit technischen Brillanz (kein Ruckeln oder Flackern auch bei High Speed), aber mit einer ultra-dämlichen Story auf: Robotnik ist wieder da und klaut einmal mehr die Chaos-Stein. Befinden sich in der Sega-Entwicklungsabteilung nur einfallslose Dummköpfe ohne Phantasie?“